# Grande Prêmio de Quebec de 2010
A 1.ª edição do Grande Prêmio de Quebec tem lugar a 10 de setembro de 2010.
Tratou-se da 16.º e penúltima prova da UCI ProTour de 2010 e da 24.ª prova do Calendário mundial UCI de 2010. Com o grande Prêmio ciclista de Montreal que se desenvolve dois dias mais tarde (a 12 setembro  de  2010), a carreira é uma das duas únicas provas ProTour organizadas na América do Norte. A vitória volta ao Francês Thomas Voeckler  (BBox Bouygues Telecom) graças a um ataque em ambos últimos quilómetros.

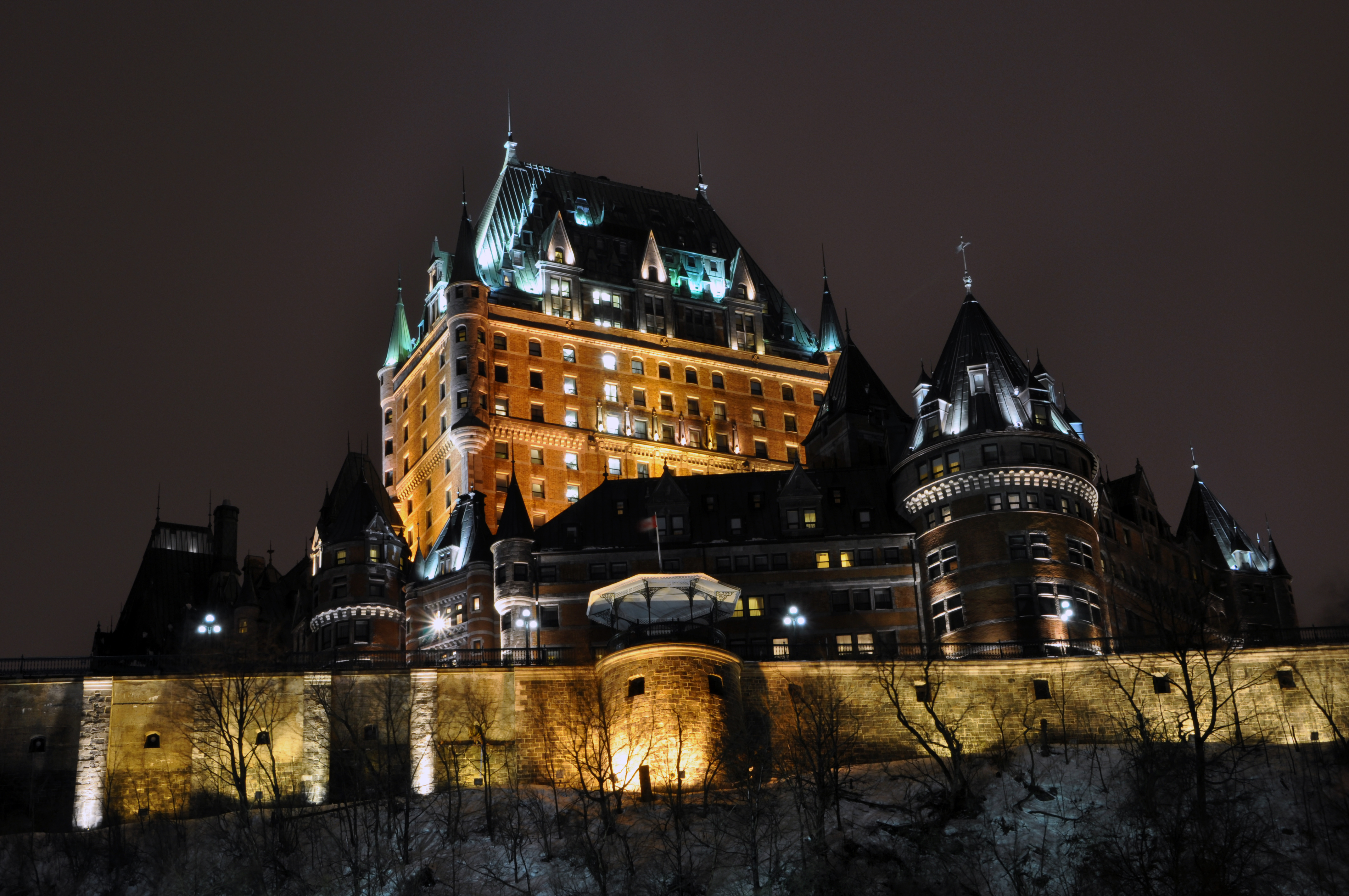
O Château Frontenac localizado ao centro do Vieux-Quebec é o hotel que acolhe os ciclistas do grande Prêmio Ciclista de Quebec de 2010

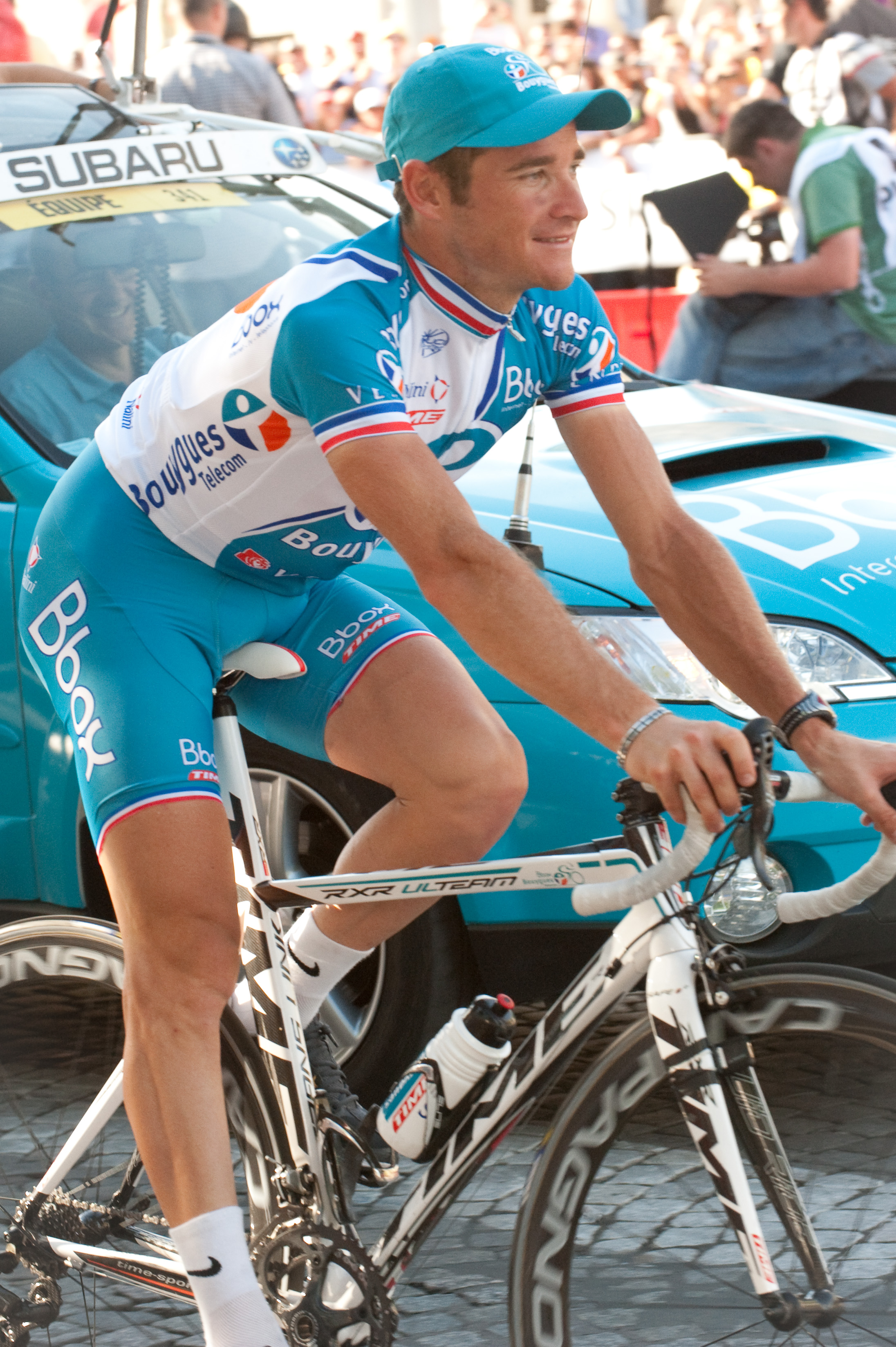
Thomas Voeckler consegue esta primeira edição (aqui durante o Tour de France de 2009)

## Percorrido
A carreira compõe-se 16 voltas de um circuito oval de 12,6 km. A linha de chegada encontra-se na uma subida regular, larga e em linha direita na avenida Grande Allée, uma rua histórica do Vieux-Quebec. O percurso favorece os escaladores e os finalizadores, porque o desnível total é 2 976 metros. As dificuldades principais são:
- Ao quilómetro 9, costa da Montanha : 375 metros, desnível médio do 10 % com uma passagem de 165 metros à 13 %
- Ao quilómetro 10, costa da Potasse : 420 metros, desnível médio de 9 %
- Ao quilómetro 11, costa da Fábrica : 190 metros, desnível médio de 7 %
- Ao quilómetro 11, subida para a linha de chegada : 1 quilómetro, desnível médio de 4 %

É de salientar que a descida da Costa Gilmour comporta uma passagem técnica, seja 2 viragens sucessivos de 90 gráus para a esquerda enquanto a descida é a mais de 10 % para a primeiro viragem. Os corredores entram logo o Boulevard Champlain nas imediações do Rio São Lourenço durante 4 quilómetros, que é plano mas aberto aos ventos.

## Equipas participantes
As 18 equipas ProTour estão presentes nesta carreira, bem como três equipas continentais profissionais convidadas : BBox Bouygues Telecom, BMC Racing e Cofidis. Uma selecção canadiana também participa como a 22.ª equipa.
| Num     | Equipa             |
| ------- | ------------------ |
| 1-8     | Garmin-Transitions |
| 11-18   | Euskaltel-Euskadi  |
| 21-28   | Rabobank           |
| 31-38   | Team RadioShack    |
| 41-48   | Liquigas-Doimo     |
| 51-58   | Quick Step         |
| 61-68   | Team Sky           |
| 71-78   | FDJ                |
| 81-88   | Team Saxo Bank     |
| 91-98   | Team Katusha       |
| 101-108 | AG2R La Mondiale   |

| Num     | Equipa                |
| ------- | --------------------- |
| 111-118 | Lampre-Farnese Vini   |
| 121-128 | Team HTC-Columbia     |
| 131-138 | Caisse d'Épargne      |
| 141-148 | Team Milram           |
| 151-158 | Astana Pro Team       |
| 161-168 | Omega Pharma-Lotto    |
| 171-178 | Footon-Servetto       |
| 181-188 | BBox Bouygues Telecom |
| 191-198 | BMC Racing Team       |
| 201-208 | Cofidis               |
| 211-218 | Canadá                |

## Classificação final
|    | Ciclista             | País          | Equipa                |    | Tempo           | Pontos UCI |
| -- | -------------------- | ------------- | --------------------- | -- | --------------- | ---------- |
| 1  | Thomas Voeckler      | França        | BBox Bouygues Telecom | em | 4 h 35 min 26 s | 80         |
| 2  | Edvald Boasson Hagen | Noruega       | Team Sky              | +  | 2 s             | 60         |
| 3  | Robert Gesink        | Países Baixos | Rabobank              |    | 2 s             | 50         |
| 4  | Ryder Hesjedal       | Canadá        | Garmin-Transitions    |    | 2 s             | 40         |
| 5  | Staf Scheirlinckx    | Bélgica       | Omega Pharma-Lotto    |    | 2 s             | 30         |
| 6  | Alessandro Ballan    | Itália        | BMC Racing            |    | 2 s             | 22         |
| 7  | Fabian Wegmann       | Alemanha      | Team Milram           |    | 2 s             | 14         |
| 8  | Maxime Monfort       | Bélgica       | Team HTC-Columbia     |    | 2 s             | 10         |
| 9  | Francesco Reda       | Itália        | Quick Step            |    | 2 s             | 6          |
| 10 | Damiano Cunego       | Itália        | Lampre-Farnese Vini   |    | 2 s             | 2          |

Melhor escalador:  Jakob Fuglsang (Saxo Bank)
Melhor canadiano:  Ryder Hesjedal (Garmin-Transitions)
Ciclista o plus combativo:  Dominik Nerz (Milram)

## Lista dos participantes

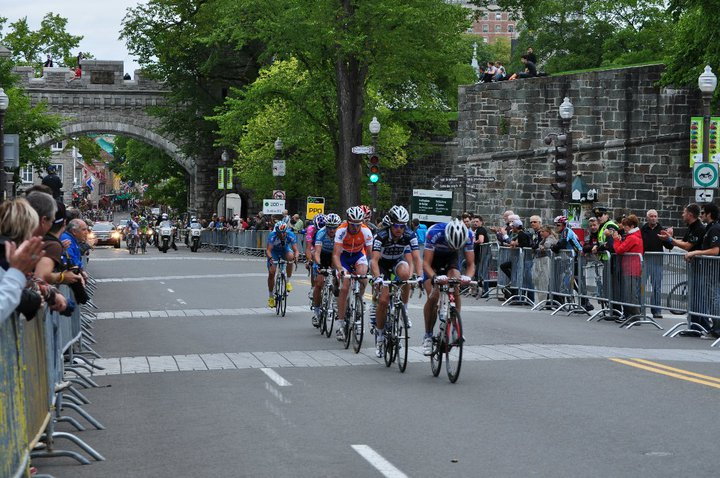
Os participantes que perseguem na Grande Ida

| Garmin-Transitions GRM | Garmin-Transitions GRM  | Garmin-Transitions GRM |
| ---------------------- | ----------------------- | ---------------------- |
| Não.                   | Corredor                |                        |
| 1                      | Ryder Hesjedal (CAN)    |                        |
| 2                      | Steven Cozza (USA)      |                        |
| 3                      | Timothy Duggan (USA)    |                        |
| 4                      | Martijn Maaskant (NED)  |                        |
| 5                      | Danny Pate (USA)        |                        |
| 6                      | Peter Stetina (USA)     |                        |
| 7                      | Svein Tuft (CAN)        |                        |
| 8                      | Johan Vansummeren (BEL) |                        |

| Euskaltel-Euskadi EUS | Euskaltel-Euskadi EUS      | Euskaltel-Euskadi EUS |
| --------------------- | -------------------------- | --------------------- |
| Não.                  | Corredor                   |                       |
| 11                    | Samuel Sánchez (ESP)       |                       |
| 12                    | Javier Aramendia (ESP)     |                       |
| 13                    | Jorge Azanza (ESP)         |                       |
| 14                    | Jonathan Castroviejo (ESP) |                       |
| 15                    | Gorka Izagirre (ESP)       |                       |
| 16                    | Miguel Mínguez (ESP)       |                       |
| 17                    | Alan Pérez (ESP)           |                       |
| 18                    | Rubén Pérez (ESP)          |                       |

| Rabobank RAB | Rabobank RAB             | Rabobank RAB |
| ------------ | ------------------------ | ------------ |
| Não.         | Corredor                 |              |
| 21           | Robert Gesink (NED)      |              |
| 22           | Steven Kruijswijk (NED)  |              |
| 23           | Joost Posthuma (NED)     |              |
| 24           | Tom Stamsnijder (NED)    |              |
| 25           | Bram Tankink (NED)       |              |
| 26           | Maarten Tjallingii (NED) |              |
| 27           | Dennis van Winden (NED)  |              |
| 28           |                          |              |

| Team RadioShack RSH | Team RadioShack RSH      | Team RadioShack RSH |
| ------------------- | ------------------------ | ------------------- |
| Não.                | Corredor                 |                     |
| 31                  | Levi Leipheimer (USA)    |                     |
| 32                  | Janez Brajkovič (SLO)    |                     |
| 33                  | Christopher Horner (USA) |                     |
| 34                  | Markel Irizar (ESP)      |                     |
| 35                  | Tiago Machado (POR)      |                     |
| 36                  | Sérgio Paulinho (POR)    |                     |
| 37                  | Yaroslav Popovych (UKR)  |                     |
| 38                  | Haimar Zubeldia (ESP)    |                     |

| Liquigas-Doimo LIQ | Liquigas-Doimo LIQ   | Liquigas-Doimo LIQ |
| ------------------ | -------------------- | ------------------ |
| Não.               | Corredor             |                    |
| 41                 | Ivan Basso (ITA)     |                    |
| 42                 | Valerio Agnoli (ITA) |                    |
| 43                 | Davide Cimolai (ITA) |                    |
| 44                 | Kristjan Koren (SLO) |                    |
| 45                 | Daniel Oss (ITA)     |                    |
| 46                 | Peter Sagan (SVK)    |                    |
| 47                 | Brian Vandborg (DEN) |                    |
| 48                 | Elia Viviani (ITA)   |                    |

| Quick Step QST | Quick Step QST            | Quick Step QST |
| -------------- | ------------------------- | -------------- |
| Não.           | Corredor                  |                |
| 51             | Sylvain Chavanel (FRA)    |                |
| 52             | Dries Devenyns (BEL)      |                |
| 53             | Mauro Facci (ITA)         |                |
| 54             | Kevin Hulsmans (BEL)      |                |
| 55             | Jérôme Pineau (FRA)       |                |
| 56             | Francesco Reda (ITA)      |                |
| 57             | Kevin Seeldraeyers (BEL)  |                |
| 58             | Jurgen Van de Walle (BEL) |                |

| Team Sky SKY | Team Sky SKY               | Team Sky SKY |
| ------------ | -------------------------- | ------------ |
| Não.         | Corredor                   |              |
| 61           | Edvald Boasson Hagen (NOR) |              |
| 62           | Kurt Asle Arvesen (NOR)    |              |
| 63           | Dario Cioni (ITA)          |              |
| 64           | Christopher Froome (GBR)   |              |
| 65           | Serge Pauwels (BEL)        |              |
| 66           | Morris Possoni (ITA)       |              |
| 67           | Chris Sutton (AUS)         |              |
| 68           | Davide Viganò (ITA)        |              |

| FDJ | FDJ                     | FDJ |
| --- | ----------------------- | --- |
| No. | Corredor                |     |
| 71  | Sandy Casar (FRA)       |     |
| 72  | Anthony Geslin (FRA)    |     |
| 73  | Thibaut Pinot (FRA)     |     |
| 74  | Anthony Roux (FRA)      |     |
| 75  | Jérémy Roy (FRA)        |     |
| 76  | Wesley Sulzberger (AUS) |     |
| 77  | Jussi Veikkanen (FINO)  |     |
| 78  |                         |     |

| Team Saxo Bank SAX | Team Saxo Bank SAX         | Team Saxo Bank SAX |
| ------------------ | -------------------------- | ------------------ |
| No.                | Corredor                   |                    |
| 81                 | Jens Voigt (GER)           |                    |
| 82                 | Matti Breschel (DEN)       |                    |
| 83                 | Laurent Didier (LUX)       |                    |
| 84                 | Jakob Fuglsang (DEN)       |                    |
| 85                 | Michael Mørkøv (DEN)       |                    |
| 86                 | Chris Anker Sørensen (DEN) |                    |
| 87                 | Nicki Sørensen (DEN)       |                    |
| 88                 | André Steensen (DEN)       |                    |

| Team Katusha KAT | Team Katusha KAT          | Team Katusha KAT |
| ---------------- | ------------------------- | ---------------- |
| No.              | Corredor                  |                  |
| 91               | Alexandre Botcharov (RUS) |                  |
| 92               | Marco Bandiera (ITA)      |                  |
| 93               | László Bodrogi (FRA)      |                  |
| 94               | Nikita Eskov (RUS)        |                  |
| 95               | Mikhaylo Khalilov (UKR)   |                  |
| 96               | Luca Mazzanti (ITA)       |                  |
| 97               | Evgueni Petrov (RUS)      |                  |
| 98               | Eduard Vorganov (RUS)     |                  |

| AG2R La Mondiale ALM | AG2R La Mondiale ALM | AG2R La Mondiale ALM |
| -------------------- | -------------------- | -------------------- |
| No.                  | Corredor             |                      |
| 101                  | John Gadret (FRA)    |                      |
| 102                  | Julien Bérard (FRA)  |                      |
| 103                  | Maxime Bouet (FRA)   |                      |
| 104                  | Cyril Dessel (FRA)   |                      |
| 105                  | Ben Gastauer (LUX)   |                      |
| 106                  | Yuriy Krivtsov (UKR) |                      |
| 107                  | David Le Lay (FRA)   |                      |
| 108                  | Julien Loubet (FRA)  |                      |

| Lampre-Farnese Vini LAM | Lampre-Farnese Vini LAM | Lampre-Farnese Vini LAM |
| ----------------------- | ----------------------- | ----------------------- |
| No.                     | Corredor                |                         |
| 111                     | Damiano Cunego (ITA)    |                         |
| 112                     | Alfredo Balloni (ESP)   |                         |
| 113                     | Francesco Gavazzi (ITA) |                         |
| 114                     | Enrico Magazzini (ITA)  |                         |
| 115                     | David Loosli (ITA)      |                         |
| 116                     | Simone Ponzi (ITA)      |                         |
| 117                     | Simon Špilak (SLO)      |                         |
| 118                     | Diego Ulissi (ITA)      |                         |

| Team HTC-Columbia THR | Team HTC-Columbia THR | Team HTC-Columbia THR |
| --------------------- | --------------------- | --------------------- |
| No.                   | Corredor              |                       |
| 121                   | Maxime Monfort (BEL)  |                       |
| 122                   | Gert Dockx (BEL)      |                       |
| 123                   | Patrick Gretsch (USA) |                       |
| 124                   | Adam Hansen (AUS)     |                       |
| 125                   | Craig Lewis (USA)     |                       |
| 126                   | František Raboň (CZE) |                       |
| 127                   | Vicente Reynés (ESP)  |                       |
| 128                   | Michael Rogers (AUS)  |                       |

| Caisse d'Épargne GCE | Caisse d'Épargne GCE          | Caisse d'Épargne GCE |
| -------------------- | ----------------------------- | -------------------- |
| No.                  | Corredor                      |                      |
| 131                  | Pablo Lastras (ESP)           |                      |
| 132                  | Arnaud Coyot (FRA)            |                      |
| 133                  | José Iván Gutiérrez (ESP)     |                      |
| 134                  | Ángel Madrazo (ESP)           |                      |
| 135                  | Alberto Losada (ESP)          |                      |
| 136                  | Francisco Pérez Sánchez (ESP) |                      |
| 137                  | Mathieu Perget (FRA)          |                      |
| 138                  | José Joaquín Rojas (ESP)      |                      |

| Team Milram MRM | Team Milram MRM       | Team Milram MRM |
| --------------- | --------------------- | --------------- |
| No.             | Corredor              |                 |
| 141             | Gerald Ciolek (GER)   |                 |
| 142             | Linus Gerdemann (GER) |                 |
| 143             | Christian Knees (GER) |                 |
| 144             | Dominik Nerz (GER)    |                 |
| 145             | Luke Roberts (AUS)    |                 |
| 146             | Fabian Wegmann (GER)  |                 |
| 147             | Peter Wrolich (AUT)   |                 |
| 147             |                       |                 |

| Astana Pro Team AST | Astana Pro Team AST           | Astana Pro Team AST |
| ------------------- | ----------------------------- | ------------------- |
| No.                 | Corredor                      |                     |
| 151                 | Paolo Tiralongo (ITA)         |                     |
| 152                 | Yevgeniy Nepomnyachshiy (KAZ) |                     |
| 153                 | David de la Fuente (ESP)      |                     |
| 154                 | Maxim Gourov (KAZ)            |                     |
| 155                 | Andriy Grivko (UKR)           |                     |
| 156                 | Roman Kireyev (KAZ)           |                     |
| 157                 | Mirko Selvaggi (ITA)          |                     |
| 158                 | Gorazd Štangelj (SLO)         |                     |

| Omega Pharma-Lotto OLO | Omega Pharma-Lotto OLO  | Omega Pharma-Lotto OLO |
| ---------------------- | ----------------------- | ---------------------- |
| No.                    | Corredor                |                        |
| 161                    | Matthew Lloyd (AUS)     |                        |
| 162                    | Christophe Brandt (BEL) |                        |
| 163                    | Francis De Greef (BEL)  |                        |
| 164                    | Michiel Elijzen (NED)   |                        |
| 165                    | Jonas Ljungblad (SWE)   |                        |
| 166                    | Daniel Moreno (ESP)     |                        |
| 167                    | Staf Scheirlinckx (BEL) |                        |
| 168                    | Charles Wegelius (GBR)  |                        |

| Footon-Servetto FOT | Footon-Servetto FOT            | Footon-Servetto FOT |
| ------------------- | ------------------------------ | ------------------- |
| No.                 | Corredor                       |                     |
| 171                 | Markus Eibegger (AUT)          |                     |
| 172                 | Ermanno Capelli (ITA)          |                     |
| 173                 | Félix Vidal Celis (ESP)        |                     |
| 174                 | Marco Corti (ITA)              |                     |
| 175                 | Arkaitz Durán (ESP)            |                     |
| 176                 | Fabio Felline (ITA)            |                     |
| 177                 | Noé Gianetti (SUI)             |                     |
| 178                 | David Gutiérrez Palacios (ESP) |                     |

| BBox Bouygues Telecom BBO | BBox Bouygues Telecom BBO | BBox Bouygues Telecom BBO |
| ------------------------- | ------------------------- | ------------------------- |
| No.                       | Corredor                  |                           |
| 181                       | Thomas Voeckler (FRA)     |                           |
| 182                       | Yukiya Arashiro (JPN)     |                           |
| 183                       | Anthony Charteau (FRA)    |                           |
| 184                       | Pierrick Fédrigo (FRA)    |                           |
| 185                       | Cyril Gautier (FRA)       |                           |
| 186                       | Yohann Gene (FRA)         |                           |
| 187                       | Laurent Lefèvre (FRA)     |                           |
| 188                       | Sébastien Turgot (FRA)    |                           |

| BMC Racing BMC | BMC Racing BMC           | BMC Racing BMC |
| -------------- | ------------------------ | -------------- |
| No.            | Corredor                 |                |
| 191            | Alessandro Ballan (ITA)  |                |
| 192            | Chade Beyer (USA)        |                |
| 193            | Brent Bookwalter (USA)   |                |
| 194            | George Hincapie (USA)    |                |
| 195            | Karsten Kroon (NED)      |                |
| 196            | Jeff Louder (USA)        |                |
| 197            | Mauro Santambrogio (ITA) |                |
| 198            | Danilo Wyss (SUI)        |                |

| Cofidis COF | Cofidis COF            | Cofidis COF |
| ----------- | ---------------------- | ----------- |
| No.         | Corredor               |             |
| 201         | Damien Monier (FRA)    |             |
| 202         | Stéphane Augé (FRA)    |             |
| 203         | Mickaël Buffaz (FRA)   |             |
| 204         | Rémi Cusin (FRA)       |             |
| 205         | Leonardo Duque (COL)   |             |
| 206         | Julien El Fares (FRA)  |             |
| 207         | Sébastien Minard (FRA) |             |
| 208         | Amaël Moinard (FRA)    |             |

| Canadá CAN | Canadá CAN                | Canadá CAN |
| ---------- | ------------------------- | ---------- |
| No.        | Corredor                  |            |
| 211        | Dominique Rollin (CAN)    |            |
| 212        | Guillaume Boivin (CAN)    |            |
| 213        | Charles Dionne (CAN)      |            |
| 214        | Keven Lacombe (CAN)       |            |
| 215        | Bruno Langlois (CAN)      |            |
| 216        | François Parisiense (CAN) |            |
| 217        | Will Routley (CAN)        |            |
| 218        | David Veilleux (CAN)      |            |